# TVN Meteo
 (avril 2019).
TVN Meteo est une chaîne polonaise de météorologie de groupe TVN. La chaîne a été lancée le 10 mai 2003.[réf. nécessaire]